# جائزة السويد الكبرى 1973
جائزة السويد الكبرى 1973 هو سباق فورمولا 1 أقيم بتاريخ 17 يونيو 1973 في حلبة أندرستورب، السويد. كان السابع من أصل 15 في بطولة العالم لسباقات الفورمولا واحد موسم 1973. حلّ النيوزلندي ديني هولم أولا.